# Декейтер (Нью-Йорк)
Декейтер (англ. Decatur) — місто (англ. town) в США, в окрузі Отсего штату Нью-Йорк. Населення — 374 особи (2020).

## Демографія
Згідно з переписом 2010 року, у місті мешкали 353 особи в 152 домогосподарствах у складі 111 родини. Було 283 помешкання
Расовий склад населення:
| - 97,7 % — білих - 0,8 % — чорних або афроамериканців - 0,3 % — азіатів |

До двох чи більше рас належало 1,1 %. Частка іспаномовних становила 1,4 % від усіх жителів.
За віковим діапазоном населення розподілялося таким чином: 15,0 % — особи молодші 18 років, 62,1 % — особи у віці 18—64 років, 22,9 % — особи у віці 65 років та старші. Медіана віку мешканця становила 51,2 року. На 100 осіб жіночої статі у місті припадало 105,2 чоловіків;  на 100 жінок у віці від 18 років та старших — 108,3 чоловіків також старших 18 років.
Середній дохід на одне домашнє господарство  становив 68 832 долари США (медіана — 47 500), а середній дохід на одну сім'ю — 77 199 доларів (медіана — 67 813). Медіана доходів становила 51 875 доларів для чоловіків та 39 792 долари для жінок. За межею бідності перебувало 19,5 % осіб, у тому числі 25,4 % дітей у віці до 18 років та 11,6 % осіб у віці 65 років та старших.
Цивільне працевлаштоване населення становило 116 осіб. Основні галузі зайнятості: освіта, охорона здоров'я та соціальна допомога — 37,9 %, роздрібна торгівля — 14,7 %, транспорт — 9,5 %, науковці, спеціалісти, менеджери — 6,9 %.